# باب دنور
باب دنور (انگلیسی: Bob Denver؛ ‏ ۹ ژانویهٔ ۱۹۳۵ – ۲ سپتامبر ۲۰۰۵) بازیگر اهل ایالات متحده آمریکا بود. وی بین سال‌های ۱۹۵۹ تا ۱۹۹۷ میلادی فعالیت می‌کرد.

## گزیده فیلمشناسی
از فیلم‌ها یا برنامه‌های تلویزیونی که وی در آن نقش داشته‌است می‌توان به آثار زیر اشاره کرد.
- دکتر کیلدر (۱۹۶۳)
- اندی گریفیت شو (۱۹۶۴)
- جزیره گیلیگن (۱۹۶۴–۱۹۶۷)
- خواب جینی را می‌بینم (۱۹۶۷)
- سواری شیرین (۱۹۶۸)
- نمایش شفق (فیلم) (۱۹۸۲)
- بی‌واچ (۱۹۹۲)
- روزان (۱۹۹۵)
- سیمپسون‌ها (۱۹۹۸)